# Jüdischer Friedhof (Weitersweiler)
Der Jüdische Friedhof Weitersweiler ist ein jüdischer Friedhof in Weitersweiler, einer Ortsgemeinde im Donnersbergkreis in Rheinland-Pfalz. Er ist ein geschütztes Kulturdenkmal.

## Beschreibung
Der knapp 700 m² große Friedhof befindet sich circa einen Kilometer östlich außerhalb von Weitersweiler in Richtung Marnheim an der Fortsetzung des Marnheimer Weges im Gewann Häferberg. Bestattungen wurden vorgenommen vom 18. Jahrhundert bis zum Jahr 1917. Aus dem Zeitraum von 1772 bis 1917 sind 21 Grabsteine erhalten, ebenso die ursprüngliche Friedhofsmauer.

## Geschichte
Die Angaben darüber, wann der Friedhof angelegt wurde, schwanken und widersprechen sich: 1821/ „vermutlich nach 1850 angelegt“/ nach der Tafel am Eingang erst 1870. In der Zeit des Nationalsozialismus wurde der Friedhof zerstört und weitgehend abgeräumt. Nach 1945 wurden die noch auffindbaren Grabsteine auf einem Teil des Friedhofgrundstückes wieder aufgestellt.